# Хурай-Нур
Ху́рай-Нур (бур. Хуурай Нуур — «сухое озеро») — деревня в Ольхонском районе Иркутской области. Входит в Еланцынское муниципальное образование.

## География
Находится на правом берегу реки Анги, в 5 км к северо-востоку от районного центра, села Еланцы, по северной стороне региональной автодороги 25К-003 Баяндай — Хужир.

## Население
| 2002 | 2010 | 2011 | 2012 |
| ---- | ---- | ---- | ---- |
| 173  | ↗178 | ↗179 | ↗181 |

По данным Всероссийской переписи, в 2010 году в деревне проживало 178 человек (86 мужчин и 92 женщины).